# Ле-Шабль (станция)
Железнодорожная станция Ле-Шабль (фр. Gare du Châble, франкопров. Gâra du Châblo), также известная как Le Châble VS — железнодорожная станция в деревне Ле-Шабль, коммуна Валь-де-Бань, округ Энтремон, кантон Вале, Швейцария. Она является восточной конечной станцией линии Мартиньи-Орсьер стандартной колеи компании Transports de Martigny et Régions.
В январе 2019 года новая станция была открыта после обширной реконструкции, в ходе которой пути и платформы были опущены на 4,5 метра, в результате чего они оказались под землей. Новая станция имеет два пути. Более короткий путь 1 используется для местных поездов в/из Мартиньи, а более длинный путь 2 может принимать поезда Verbier Express, которые по выходным следуют прямо в Женеву и далее. Станция имеет три тупиковые полосы, окруженные тремя боковыми платформами.
Станция долины для полувагонного подъемника в Вербье находится рядом с вокзалом. Местные автобусы до Брюзона, Саррейе и Вербье также обслуживают станцию Ле-Шабль.

## История
Железнодорожная станция Ле Шабле была открыта 5 августа 1953 года одновременно с линией Сембраншер — Ле Шабле, ответвлением линии Мартиньи-Орсьер, открытой в 1910 году. Согласно условиям концессии, эта линия первоначально должна была соединить Швейцарию с Италией через Валь-Ферре.

С 1980-х годов было изучено несколько проектов по модернизации станции Ле-Шабль. С 2012 года, когда возникло обязательство сделать станцию доступной для людей с ограниченной подвижностью до 2023 года и благодаря наличию финансирования, родился проект строительства новой станции в Ле-Шабль. Работы начались 26 августа 2016 года и продолжались 26 месяцев, при этом простои длились всего четыре недели. Новая станция была введена в эксплуатацию 24 января 2019 года. Он был разработан для того, чтобы принимать поезда из аэропорта Женевы, вокзала Цюриха или соседних стран без необходимости пересадки пассажиров, а также двухэтажные поезда. Теперь 
станция расположена под землей, а уровень платформы понижен на 4,50 метра. Доступ к автобусам, офисам по продаже ски-пассов и полувагонов Брюзона и Вербье теперь осуществляется на лифтах, лестницах и пологих пандусах. Стоимость этого проекта составила 27 миллионов швейцарских франков, 17 миллионов из которых были внесены коммуной Бань, а остальные — TMR, и все эти средства были покрыты за счет кредита.
В связи с изменением расписания в декабре 2019 года Швейцарские федеральные железные дороги (SBB) ввели прямое железнодорожное сообщение между Женевой и станцией Ле-Шабль под названием Verbier Express. Эта линия будет работать один раз в день по выходным и в некоторые праздничные дни в зимний период. На обратном пути поезд до Ле-Шабль сцепляется с поездом из аэропорта Женевы в Мартиньи с поездом, курсирующим по маршруту InterRegio 90 из аэропорта Женевы в Бриг. На обратном пути поезд следует между Сен-Морисом и Аннемассом в тот же временной интервал, что и поезд RegioExpress, который обычно ходит в это время.
Специальный поезд под названием VosAlpes Express был введен 15 января 2022 года для обеспечения одного обратного рейса в день из Фрибурга в Ле-Шабль в определённые зимние выходные дни до 27 марта 2022 года. Прямая дорога туда и обратно отправляется со станции Бекс с пересадкой на поезд Verbier Express из Ле-Шабль.